# Nauris Bulvītis
Nauris Bulvītis (Riga, 15 de março de 1987) é um futebolista letão, que milita no Inverness da Escócia, emprestado pelo FC Tranzīts.